# Ampharete octocirrata
Ampharete octocirrata är en ringmaskart som först beskrevs av Sars 1835.  Ampharete octocirrata ingår i släktet Ampharete och familjen Ampharetidae. Inga underarter finns listade i Catalogue of Life.